# 法伦达尔
法伦达尔（德語：Vallendar，發音：[ˈfaləndaʁ] ⓘ）是德国莱茵兰-普法尔茨州迈恩-科布伦茨县的城市，面积13.22平方千米，2023年12月31日人口为9,313人。

## 友好城市
- 法國 塞西拉图尔
- 英国 克兰利（英语：Cranleigh）
- 波蘭 穆鲁夫（英语：Murów）